# Who the Fuck Are Arctic Monkeys?
Who the Fuck Are Arctic Monkeys? är en EP av Arctic Monkeys, utgiven 2006. Låten "The View from the Afternoon" är hämtad från debutalbumet Whatever People Say I Am, That's What I'm Not och var från början tänkt att släppas som bandets tredje singel, efter "I Bet You Look Good on the Dancefloor" och "When the Sun Goes Down", men i mars 2006 förklarade bandet att man istället gav ut den på en EP med fyra andra spår.

## Låtlista
1. "The View from the Afternoon" – 3:38
2. "Cigarette Smoker Fiona" – 2:56
3. "Despair in the Departure Lounge" – 3:22
4. "No Buses" – 3:17
5. "Who the Fuck Are Arctic Monkeys?" – 5:36